# 佩特罗尼乌斯·马克西穆斯
佩特罗尼乌斯·马克西穆斯（拉丁語：Petronius Maximus，397年—455年5月31日），罗马贵族，在晚年发动宫廷政变，当上西罗马帝国皇帝（455年），旋即被杀。

## 生平
佩特罗尼乌斯·马克西穆斯出身罗马望族，巨富，是元老院议员。420年，任罗马行政长官。在433年和443年两次担任执政官。
454年，佩特罗尼乌斯·马克西穆斯串通皇帝近臣诬告西部帝国全军统帅（magister utriusque militiae）埃提乌斯谋反。皇帝瓦伦丁尼安三世信以为真，杀死了埃提乌斯。455年3月16日，马克西穆斯又串通埃提乌斯旧部杀死瓦伦提尼安三世。
3月17日，马克西穆斯被元老院推举为帝。为了巩固地位、增强合法性，他首先任命已经退休的阿维图斯为军事统帅（magister militum），向西哥特人求援。此外，他还逼迫瓦伦提尼安的妻子利西尼娅·欧多西娅与自己结婚，并且迫使瓦伦提尼安的女儿欧多西娅嫁给自己的儿子帕拉迪乌斯。
此举立刻引起了汪达尔人的不满：瓦伦提尼安的女儿已经与汪达尔国王盖萨里克的儿子订婚。利西尼娅·欧多西娅也向盖萨里克写信求援。盖萨里克随即发兵跨海远征，攻入罗马。
马克西穆斯惊慌失措，试图出逃，但被罗马市民杀死。马克西穆斯共当了两个半月皇帝（455年3月17日至5月31日）。
一听闻汪达尔人来犯，马克西姆斯就惊慌失措，骑上马逃跑了。他的皇家护卫和身边格外信任的那三个人都弃他而去。那些看到他逃跑的人对他恶语相加，痛斥他胆小怕事。他正要逃出城时，一个人向他扔了一块巨石，砸中他的太阳穴，将他杀死。众人扑向他的尸体，将他碎尸万段，并用木杆挥动着他的肢体一边游行一边发出胜利的欢呼。——普里斯库斯